# Parafia św. Marii Magdaleny w Bardon
Parafia św. Marii Magdaleny w Bardon – parafia rzymskokatolicka, należąca do archidiecezji Brisbane.
Przy parafii funkcjonuje szkoła podstawowa, której patronuje św. Józef.